# ビートダウン
『ビートダウン』（BEAT DOWN）は、2005年11月2日にカプコンからPlayStation 2とXboxで発売されたアクションゲームであり、Xbox版はカプコン最後のXbox用ソフトとして発売された。

## 概要
組織に裏切られた主人公が仲間を集めて復讐するという物語である。ゲーム内では暴力や恐喝といった描写が見られる。『Grand Theft Auto』とゲームスタイルが似ている。5人の主人公からプレイするキャラを1人選択するが、選択しなかった主人公も仲間にする事ができる。
本作では一部の人物を除いて会話中、「交渉」と「殴る」というコマンドが用意されている。「交渉」は仲間にできるキャラにのみ使用可能で、仲間に勧誘したり、情報を教えてもらったり、金を要求したりすることができる。当然相手の対応も様々で、素直に仲間になったり情報を教えてくれる者もいれば、情報料を要求したり、勧誘を拒否したり、場合によっては腹を立てて襲いかかってくることもある。「殴る」を選んだ場合はその場でバトルになる。相手が一般人だろうが自由。
バトルは多人数戦となる「乱闘バトル」、一対一の決闘となる「VSバトル」の二種類が存在する。乱闘バトルでは仲間も共に戦闘に参加し、大勢の敵を相手に乱闘を繰り広げる。VSバトルは格闘ゲームのような画面となり、間合いやガードなどの駆け引きが重要となる。
主人公には「アウトローゲージ」というパラメーターが存在し、「組織力」「財力」「カリスマ」に分類される。プレイヤーの取った行動で変動し、エンディングが分岐する。また、マフィア、警察にそれぞれどれほど目を付けられているかを示す「マフィアマーク」「ポリスマーク」が存在し、このパーセンテージが高い状態でその敵に近付くとバトルになりやすい。また、100%の状態でエリアを移動するとマフィアや警察と遭遇した時に強制的にバトルになったり、乗りつけた車から数人が降りて追跡してきたりするようになる。
服装、タトゥー、髪型、整形などで主人公の外見をカスタマイズする事が可能であり、上記の「マフィアマーク」「ポリスマーク」を下げる為にも着替えや変装は重要となる。各ショップのラインナップは特定キャラから情報を引き出す事で追加されていく。また、キャラクターは戦闘でダメージを受けると血が付着したり痣や腫れができたりと、負傷の様子がリアルに反映される（オプションで無効化も可能）。
イベント戦闘などを除き、VSバトル中は「ネゴシエーション」を行うことができる。戦闘中にこれを実行すると、「仲間にする」「金を奪う」「情報を吐かせる」「ビートダウン（殺害）」の4つのうちどれかを実行できる。本作では体力ゲージとは別に「プライドゲージ」が表示される。このプライドゲージが低いほど、ネゴシエーション実行時に成功率が高くなる。プライドゲージは主人公側にも存在し、ゼロの状態で負けるとコンティニューができず、命乞いするかの選択を迫られる。命乞いをすると「トラウマ」状態になり、NPCにバカにされるようになる。解除するには治療を受けるか負かした相手を倒す必要がある。命乞いしなかった場合は主人公がビートダウンされるムービーが入り、ゲームオーバーになる。ビートダウンは鈍器で執拗に殴る、ナイフで滅多切りにするなど、倒れた相手を徹底的に痛めつけて殺害する過激な暴力シーンとして描写されている。

## 主要キャラクター

### 主人公
レイヴン
声 - スティーヴン・ブルーム
貧困家庭で育ったアイルランド系アメリカ人。闘争本能の塊のような男であり、とにかく強さを求める。日々ケンカに明け暮れていたが、その腕を買われザネッティファミリーの一員となる。
取引現場からの逃走後、変装（と言ってもホッケーマスクを被っているだけ）して公園に出現。主人公を「このあたりでデカイ顔をしている奴。」と言い、バトルを挑む。勝つと正体に気付き、協力してくれる。
ジーナ
声 - ジェシカ・ストラウス
元はスターを夢見る女性だったが身を崩しショーダンサーになってしまった後、ユージンの愛人となる。
取引現場からの逃走後、ファミリーに捕えられて港の倉庫に監禁されていた。その後助けに来た主人公に協力する。
ジェイソンG
孤児として育っており、似た境遇の仲間と一緒に生きてきた。生きるために悪の道に染まり、仲間のために戦うことを覚えた。本来は仲間思いで世話焼きな性格だが裏切り行為を絶対に許さない。
逃走後、復讐を果たすためにガソリンスタンド付近を縄張りにしてファミリーを形成。自身は帽子とバンダナマスクを付けて変装をしていた。自分の部下を倒した主人公を仲間に迎えようとするが、拒絶されたため襲いかかるも敗れる。その後主人公の正体に気付き、主人公に協力する。
ローラ
声 - ウェンディー・リー
南米の紛争地域で生まれ育ちで、ゲリラとしての訓練を受けたヒスパニック系の女性。寡黙な性格であり、お人好しなジェイソンGとは仲が悪い。
取引現場からの逃走後、警察に逮捕されて留置所に拘留されていた。その後脱走の手助けをしてくれた主人公に協力する。
アーロン
声 - リアム・オブライエン
ザネッティの息子の一人であり、東洋系の血が入っている。その生まれからか兄たちに差別されてきたため、人間不信に陥っている。過酷な後継者競争に勝ち残って来た。
取引現場からの逃走後、ファミリーに捕えられてホテルに監禁されていた。その後ザネッティを襲撃する主人公の前に現れ、協力する。

### 主人公以外の主要キャラクター
ザネッティ
ザネッティファミリーのボス。表向きは実業家であり、港の利権を押さえいくつもの工場を経営しているが裏の顔は街を牛耳る暗黒街の帝王。野心的で精力的だったが、年老いてからは猜疑心が異常に強くなっている。クインシーから居場所を聞き出した主人公が乗り込んできた際マフィアと警察がグルだったことを話し、組織のボスの座をかけて勝負を挑むも倒される。死ぬ間際「お前がファミリーの後継者だ。」と言い残し、息を引き取る。
全体的に発生が速い技が多い。また、回避能力にも優れる上ワレスに次ぐライフを誇る。だが武器を一切装備していないという欠点がある。
ユージン
声 - クリスピン・フリーマン
ザネッティの腹心。野心的で知的。ザネッティの引退後は彼がボスになると目されている。主人公達を「裏切り者」として始末しようとするも取り逃がす。その後、倉庫で取引を行っていたところを主人公に襲撃され、勝負を挑むも返り討ちにされる。死ぬ間際「お前達をハメたのは俺じゃない、ザネッティだ。」と言い残し、息を引き取る。
主人公がジーナの場合「最後の頼み」と言いポケットに隠していた銃を渡して自分を殺すように頼み、望み通り殺害される。ナイフを使った技が非常に豊富で威力も高め。だが通常攻撃も決して少なくはないため、ナイフがなくても十分に戦える。
イグナツィ
声 - スティーヴン・ブルーム
ザネッティお抱えの殺し屋。両手に鉤爪を装備しており、その爪で敵を切り裂くことを快感としている快楽殺人鬼。ポーランドの秘密警察の一員の過去を持つ。主人公の仲間を狙い、各地に現れる。その後、地下鉄跡に主人公を呼び出し直接殺そうとするが返り討ちにされる。
固有の武器である鉤爪を装備しており、それを使った独特なコンボ技を多く持つ。常に武器を装備しているため、鉤爪による攻撃は通常ガード不可という特性も持つ。
グレゴリオ
麻薬工場を守っているザネッティの部下。単純な性格だがボスへの忠誠心は人一倍強い。工場の最深部で主人公に勝負を挑むが返り討ちにされる。
見た目通りライフが高く、攻撃力も高いが技が全体的に大ぶりで隙が大きい。投げ技を得意とし、非常に強力な技を持っている。
クインシー
病院の院長でもある心臓外科医。普段は紳士的だが、裏ではザネッティとつるんでおり非合法の殺人を請け負っている。居場所を聞くために病院に現れた主人公を殺そうと襲いかかってくるが返り討ちにされ、ザネッティの居場所を吐く。
弾数無制限の遠距離武器「手術用メス」を装備しており、遠距離から敵を牽制する。また、キック技が非常に豊富なのも特徴だが逆にパンチ技はほとんどない。
ファティマ
声 - メアリー・エリザベス・マクグリン
ファティマ・セイントのボス。日本刀を使った攻撃を得意とする。冒頭で何者かに取引を潰され、バスケットコートで復讐のために襲いかかってくる。その後、主人公に倒された後に現れたイグナツィに殺害される。
標準装備の日本刀を使った攻撃に優れており、技の種類も多いが逆に刀がない場合の攻撃手段はかなり少ない。
ノーマ
声 - メアリー・エリザベス・マクグリン
ファティマの妹。姉の復讐のために何度も勝負を挑んでくる。4回目の戦いではネゴシエーションが可能で、彼女を部下にすることが可能。
モーションおよび装備はファティマと全く同じ。
カルロ
元ザネッティファミリーの一員。組織を裏切ったために追手を恐れてタウンに隠れている。秘密工場の場所を知っており、主人公に場所を教える。
固有モーションではあるが、技の性能はどれも低い。ただし回避能力だけはトップクラス。
ワレス
本作のラスボス。ラス・ソンブラス市警の署長。尊大な性格で権力志向。自分の地位とメンツを守ることを第一に考えており、マフィア同士の抗争が激化するぐらいなら一極支配のほうがマシだと考えている。署長に就任後マフィアの撲滅に乗り出し、ザネッティ・ファミリー以外のマフィアを撲滅。市の救世主として名声を得た。
マフィアを弱体化させた功績を示すことで知事に立候補し、街の利権を独占する野望を持っていた。彼の思惑通りマフィアは弱体化するも、事実を知った主人公に警察署に乗り込まれてしまう。署長室のシークレットバーに隠れていたが見つかり、迫る主人公に対し自分と手を組むよう提案するも拒絶されたため自らの手で始末しようとするが倒される。だが隠し持っていた銃を取り出し、主人公を追い詰めるが間一髪のところで後から主人公を助けに来たチェスターに射殺される。
全キャラクター中、最大のライフを誇る。また、コンボのバリエーションが非常に豊富な連続技に特化したキャラ。装備品であるショットガンの扱いも得意。
チェスター
声 - スティーヴン・ブルーム
本作の真のラスボスであり、ラス・ソンブラス市警の警部。仕事一筋、謹厳実直な叩き上げ。かつて同僚を殺されたことからかマフィアに対し強い憎しみを持っており、マフィアに対しては一切容赦がない。その様はトレイシーに「猟犬のような男」と言わしめるほど。マフィアへの対応の違いからかワレスとは仲が悪い。仕事一筋の性格のせいで幾度の離婚を経験した。
条件を満たしているとラスボスを倒した後に彼と埠頭で話す展開になる。そこで裏切りの一部始終を目撃していたこと、奪われたブツと金を回収していたこと、それを利用してマフィアを弱体化させようとしていたこと、そのついでに腐敗した警察の上層部を一掃できたことを打ち明ける（その際主人公に「悪徳警官」と言われる）。そして主人公に対し「山分けだ。ブツか金のどちらかをやる、残りは私が貰う。」と提案する。その後「ワレスの遺志を継ぐという名目で署長に就任し、街の名士となる。」もしくは「市警と闇社会、両方の権力を手にする。」という結末を迎える。
主人公が提案を突っぱねる展開の場合、逆上したチェスターは主人公に署長殺しの罪を擦り付けて逮捕しようとするが倒される。その後、主人公は闇社会の王となる。
拳銃を2丁装備しており、それを使った技が豊富。発射速度も速い。また、出の速い攻撃も多く距離を問わず戦える万能型。
ウェンデル
大柄な体格をしたラス・ソンブラス市警察署の看守長。ワレスやチェスターにバカにされていると思い込んでおり、いつか見返してやろうと思っている。チャプター1で収監された主人公を痛めつけようとするが、返り討ちにされ脱走を許す。その後、看守長の座を下され周りからバカにされ続けていた。チャプター7でワレスを倒すため警察署に乗り込んできた主人公にリターンマッチを挑むもやはり返り討ちにされる。
図体の割に攻撃速度は早めで、カウンター技を多く持つ。また、愛用のスタン警棒を使った固有技を多く持つ。
メルヴィン
バー「ザ・ホール」のマスター。元々はギャングだったがザネッティとの勢力争いに敗れ、組織を去った。マフィアを快く思っておらず、マフィアに敵対する犯罪者を密かに匿っている。
実はワレスに脅されており主人公に復讐するようそそのかして内部抗争を起こさせようとしていたが、マフィアが弱体化して用済みになったためワレスに警官隊を送られる。トレイシーの電話により主人公が到着した時には既に息絶えていた。
主人公に技を教えてくれるためか、単発・コンボ問わず威力の高い技が揃っている。特に蹴り技の威力が高い。
トレーシー
情報屋。情報は確かだが金にがめつい性格。普段はバーで酒を飲みつつ野球観戦する日々を送っている。メルヴィンと同じくワレスに脅されていたが、始末される。死の間際にこれまでの全ての事実を話す。
武器を使った技が非常に豊富で特にショットガンの扱いは最も優れている。ただ、素手の状態ではロクな攻撃手段がないというかなり極端なキャラ。
女性新聞記者
「ラス・ソンブラスタイムズ」の新聞記者。本作のセーブポイント。ザネッティ・ファミリーの陰謀を追っていて、主人公に取材する。

## その他のキャラ
ラルフ
ザ・ホールでトレイシーに迫っていた体格のいい女好きの男。恋路の邪魔をしてきた主人公に襲いかかる。彼とのバトルはネゴシエーションのチュートリアル戦で、その練習相手を務めるためか、プライドゲージが非常に低い。バー内で仲間にする、もしくはビートダウンしなかった場合、店の外で待ち構えており、再度勝負を挑んでくる。
バジリオ
ファティマの部下。アンジェリカとは恋人同士。バスケットコートで主人公を迎え撃つも、返り討ちにされる。その後、ファティマがイグナツィに殺害される所を目撃し、アンジェリカと逃げ出すも公園で殺されてしまう。実はジェイソンGとは孤児仲間。
アンジェリカ
ファティマの部下。バジリオと共に主人公を迎え撃つ。殺害現場を目撃した後、バジリオとともに逃亡するも、公園でイグナツィに殺害される。バジリオと同じくジェイソンGとは孤児仲間。
ハイド
チャプター3開始後、ザ・ホールの前にいる赤髪の男性。公園で男女の死体が発見されたことを教えてくれる。
彼を仲間にしてチャプター4で一定の条件を満たしている場合、彼が誘拐され、助けに行くミッションが発生する。
マイク
チャプター3の進行中、キャンティナの前で待ち伏せしている金髪の男。「あんたを仕留めれば出世できる」と言い、襲いかかってくる。
バクスター
チャプター4で、港への門を守っているユージンの部下。白シャツにネクタイという紳士的な格好をしている。部外者は立ち入り禁止だと言い張るが、2000G払えばあっさり門を開けてくれる（普通に倒しても開けられる）。
ゼウス
チャプター5で、秘密工場の南門を守っているグレゴリオの部下。腕にタトゥーを入れ、白のタンクトップを着ている大男。倒せば門が開くが、彼の能力はボスのグレゴリオに匹敵するほど高い。
ネイサン
公園で黒髪が自慢の女性と待ち合わせをしている、白のスーツを着た長髪の男性。主人公が女性の場合のみ登場。黒髪の状態で彼に会いに行くと、待ち合わせの彼女と勘違いして仲間になってくれる。
マーシャ
ホテルの前で立派なヒゲを持つ男性と待ち合わせをしている、紫色の服を着た黒髪の女性。主人公が男性の場合のみ登場。ヒゲを生やした状態で会いに行くと、ネイサンと同じく勘違いして仲間になってくれる。
デニス
ハーバーゲートにいる、アロハシャツを着た男性。話しかけると、着ている服を見てくれる。独特なセンスを持つようで、アロハシャツ・デニム半ズボン2・サンダルという彼の要求通りの服装をしていくと仲間になってくれる。
スコット、チャック
廃線でどちらが強いかでケンカしている双子。茶色のベストを着たスコットが弟、黒のシャツを着たチャックが兄。どちらかに加勢することで片方だけ仲間にできる。
キャシー、レイチェル
ホテル前で彼氏に関する問題でケンカしている二人。黒い服を着た金髪がキャシー、帽子を被った方がレイチェル。前述の双子と同じく、どちらかを仲間にできる。なお、二人の能力は全く同じ。
タンク、スコーピオン
公園で強さについて口論をしている二人。上半身裸の大男がタンク、モヒカン頭がスコーピオン。前述の二組と同じく、片方のみ仲間にできる。タンクは鍛えた肉体で正攻法、スコーピオンは武器を使い、どんな手でも使うことを強さと主張している。
デビッド
工場北地区でデートに向かう途中に不良に絡まれている、黒色のベストを着た男性。3周目以降にしか登場しない。
ロンダ
工場北地区で不良に絡まれている、肌が黒い女性。4周目以降にしか登場しない。

## 登場する施設
RAG SHACK(ラグシャク)
古着屋。ここで服装を購入できる。トンヤという女性店員がいる。
DICK'S BAEBERSHOP(ディックズバーバーショップ)
理髪店。ここで髪型を変えられる。理容師のアーチャーは武器マニア。
KILLER GEAR(キラーギア)
アクセサリーショップ。ここでアクセサリーを購入できる。サイラスという男性店員がいる。

## 武器
メリケンサック
手につける武器。敵に奪われず、絶対に壊れない。
マーシャ、ホーク、バクスター、リックなど多数のキャラが所持している。
角材
片手持ちの武器。攻撃力はそれなりだが、非常に脆いため壊れやすい。
ナイジェル、ベイツの2人が所持している。
鉄パイプ
片手持ちの武器。威力は角材と同じだが、角材よりも壊れにくい。
ハビエル、ハザード、ジョンジーの3人が所持している。また、一部のマフィアも使用する。
バール
両手持ちの武器。威力は鉄パイプ以上だが、意外と壊れやすい。
アントン、マット、エンリケ、エイメス、ヴァルの5人が所持している。
ボトル
空きビン。振りは速いが攻撃力は低く、非常に壊れやすい。
リコ、グリム、ラモン、クリスティ、ロブの5人が所持している。
ガラスの破片
ボトルが壊れるとこれになる。ナイフなどと同じく斬りつけて攻撃する武器になるが、威力はかなり低い。
折りたたみナイフ
片手持ちの小さなナイフ。振りは速いがリーチが短い。絶対に壊れない。
ジャッカルが所持しているほか、カルロも所持している。
包丁
折りたたみナイフの劣化版。ただし、ネゴシエーション時に相手を脅す効果は折りたたみナイフよりも高い。
ライリー、アンナ、ビリー、フォクシーの4人が所持している。また、メルヴィンも所持している。
サバイバルナイフ
折りたたみナイフの強化版。ただし、脅す効果は低い。
スラッシャー、クリーガー、モーガン、マイルズなど多数のキャラが使用。その他には一部のマフィアやゴロツキに加え、ユージンも使用している。
ブラックジャック
鈍器。威力は低く、リーチも短い。
クロウ、フランク、Dr.B、スミスの4人が所持している。
フライパン
片手持ちの武器。威力はガラス片以下だが、絶対に壊れない。ネゴシエーション時の効果がなぜか高い。
アンナだけが所持している。
モンキーレンチ
片手持ち武器。リーチは短いが、絶対に壊れない。
クレイグ、マック、エリス、ダイアナの4人が所持している。
バット
野球用のバット。両手持ちの武器。威力が高いが壊れやすく、隙が大きい。
オーガ、マイク、ヴィーゴ、スタークの4人が所持している。
釘バット
釘を打ちつけたバット。通常のバットより威力が少し上がっているが、ネゴシエーション時の効果がない。
キース、ヴィーゴ、リザード、ティムの4人が所持している。
デッキブラシ
両手持ち武器。威力はそれなりだが非常に壊れやすい。
ラヒム、ダイアナの2人が所持している。
ビリヤードのキュー
デッキブラシと似たような性能の武器。ただ、若干壊れにくい。
ディンゴ、ドーン、コニーの3人が所持している。
ホッケースティック
デッキブラシの攻撃力強化版だが、壊れやすいのは相変わらず。
コブ、バーニー、マックイーン、ドーンの4人が所持している。
ゴルフクラブ
打撃武器の中では最高の威力を誇る両手持ちの武器。振りが速く壊れにくいため、使い勝手が良い。
マイルズ、ザ・デューク、グレースの3人が所持している。
日本刀
刀。攻撃力はさほど高くないが振りが速い。また、非常に壊れにくい。
ファティマ、ノーマだけが所持している。店では売っていない。
スタン警棒
電流が流れる警棒で、攻撃を当てると相手をしばらく行動不能にする。壊れない。
ヴェンデル、ディラン、ソウルの3人のみが所持しており、店では買えない。
札束
偽物の札束。攻撃には使えないが、ネゴシエーション時にこれをちらつかせることで相手のプライドゲージを大きく削れる。
フランク、フラッシュ、フィリップ、ベイリー、コニーの5人が所持している。
デリンジャー
護身用拳銃。弾数が2発しかない上、射程も短い。
リボルバー
回転式拳銃。弾数は6発。射程はデリンジャーの2倍。
チェスターの所持している武器。
オートマチック
自動拳銃。弾数は10発。リボルバーの弾数増加版。
チェスターが所持しているほか、警官や一部のゴロツキも使用してくる。
マグナム
大型の回転式拳銃。弾数は6発。リボルバー、オートマチックに比べ射程が長い。また、敵を貫通する。
ショットガン
散弾銃。弾数5発。射撃までに時間がかかるが、非常に高い威力を誇る銃器。
トレイシーとワレスの所持している武器で、店では買えない。

## テーマソング
- Black List(E.D.O)

## 漫画
2005年9月26日発売の『ヤングキング』20号に漫画『ギャングキング』の作者柳内大樹による漫画版が連載された。